# Tréfumel
Tréfumel (bretonisch Trefermel) ist eine französische Gemeinde mit 279 Einwohnern (Stand 1. Januar 2022) im Département Côtes-d’Armor in der Region Bretagne. Sie gehört zum Arrondissement Dinan und zum Kanton Lanvallay. Die Bewohner nennen sich Tréfumellois(es).

## Geografie
Tréfumel liegt etwa 35 Kilometer südlich von Saint-Malo und rund 36 Kilometer nordwestlich von Rennes im Osten des Départements Côtes-d’Armor am Fluss Rance. An der östlichen Gemeindegrenze verläuft das Flüsschen Hac und mündet schließlich im Gemeindegebiet in die Rance.

## Geschichte
Eine erste namentliche Erwähnung von Tréfumel als Trefermel fand sich in einem Schreiben aus dem späten 11. Jahrhundert. Vom 5. bis zum 12. Jahrhundert gehörte das Gemeindegebiet zur Pfarrei Plouasne. Danach war Tréfumel eine eigenständige Kirchgemeinde. Von 1793 bis 1801 war Trefumel Kantonshauptort. Die Gemeinde gehörte von 1793 bis 1801 zum District Dinan. Zudem war sie von 1793 bis 1801 Teil des Kantons Trefumel und danach von 1801 bis 2015 Teil des Kantons Évran.

## Bevölkerungsentwicklung
| Jahr                       | 1962 | 1968 | 1975 | 1982 | 1990 | 1999 | 2006 | 2012 | 2019 |
| Einwohner                  | 301  | 325  | 321  | 278  | 262  | 246  | 254  | 278  | 274  |
| Quellen: Cassini und INSEE |      |      |      |      |      |      |      |      |      |

Die zunehmende Mechanisierung der Landwirtschaft führte zu einem Absinken der Einwohnerzahlen bis auf die Tiefststände in neuerer Zeit.

## Sehenswürdigkeiten
- Schloss Château de la Rivière-Bintinaye (erbaut 1750–1751)
- Kirche Sainte-Agnès aus dem 11. Jahrhundert (mit Anbauten aus späterer Zeit; mehrfach restauriert)
- Herrenhaus Manoir de la Croix-Boissel aus dem 17. Jahrhundert
- Herrenhaus Manoir de la Rue-au-Comte aus dem 18. Jahrhundert
- alte Häuser im Dorfzentrum, in La Ville-Auray (erbaut 1677), Le Marais (17./18. Jahrhundert) und Les Forges (18. Jahrhundert)
- Rathaus (Mairie; früher das Pfarrhaus) aus dem 17. Jahrhundert (1988 restauriert)
- Kreuze auf dem alten Dorffriedhof (18. Jahrhundert) und in Les Forges (16. Jahrhundert)
- Denkmal für die Gefallenen[1]

Quelle:

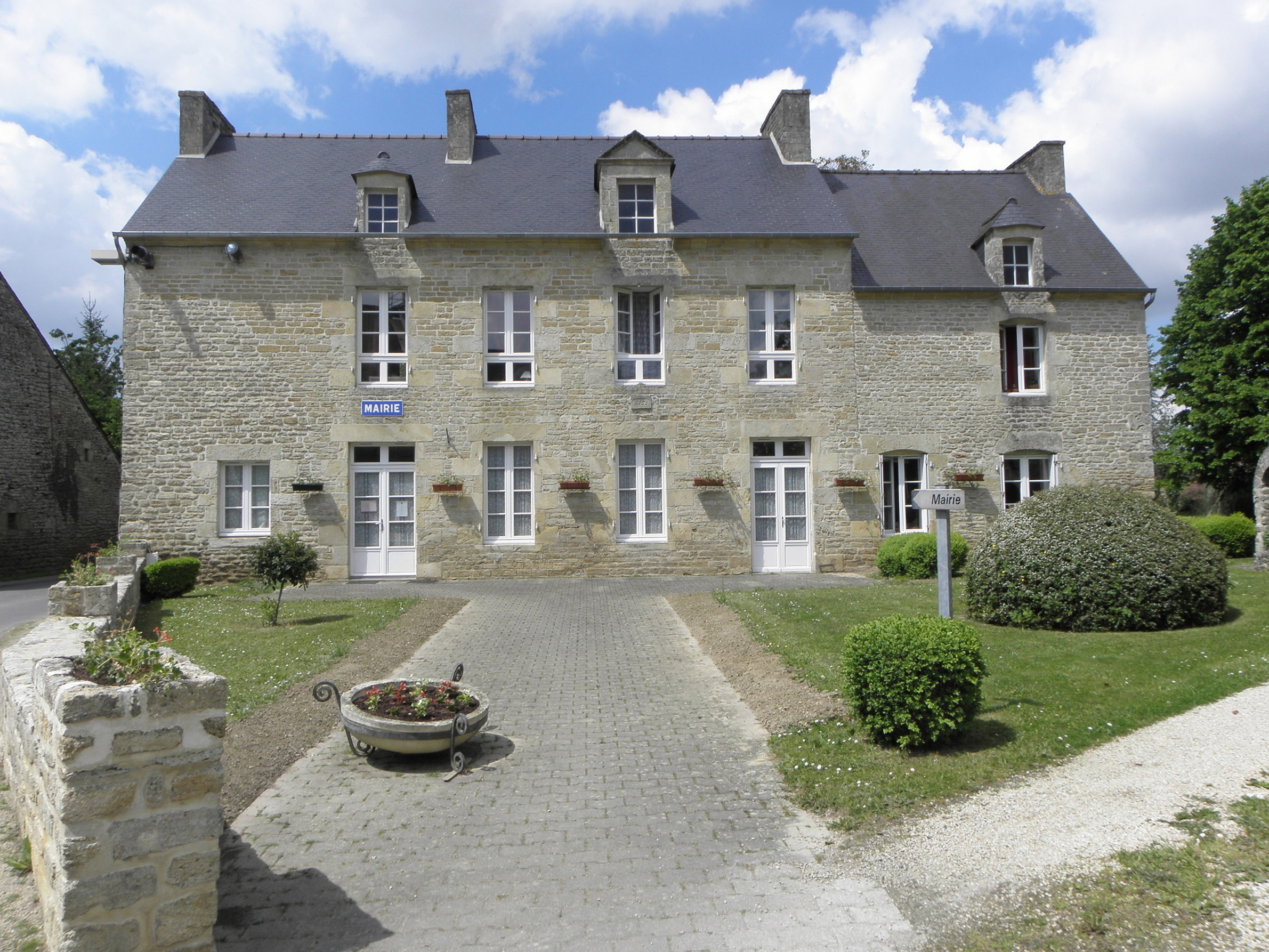
Rathaus (Mairie) von Tréfumel
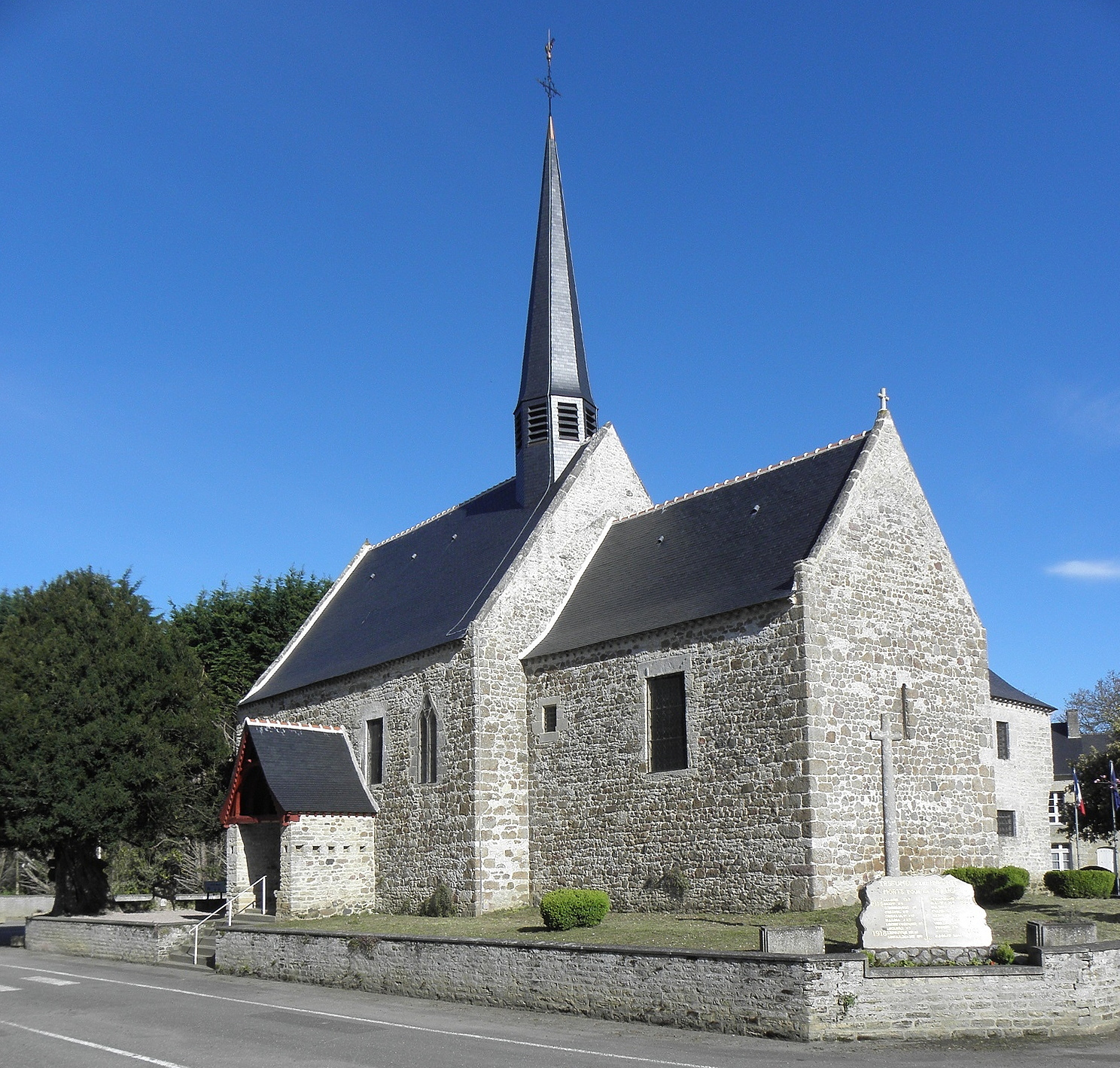
Dorfkirche Sainte-Agnès
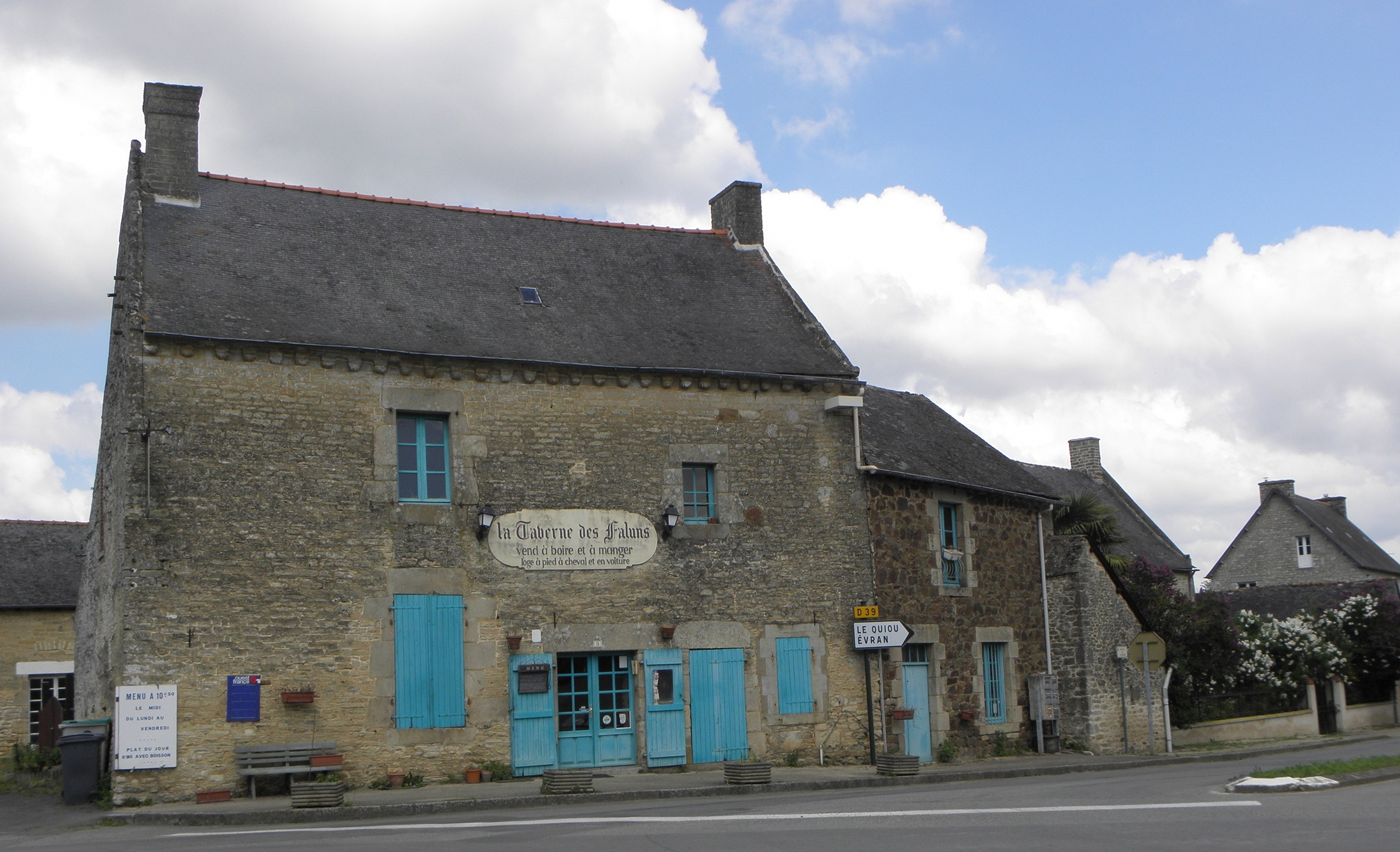
Altes Haus am Kirchplatz von Tréfumel
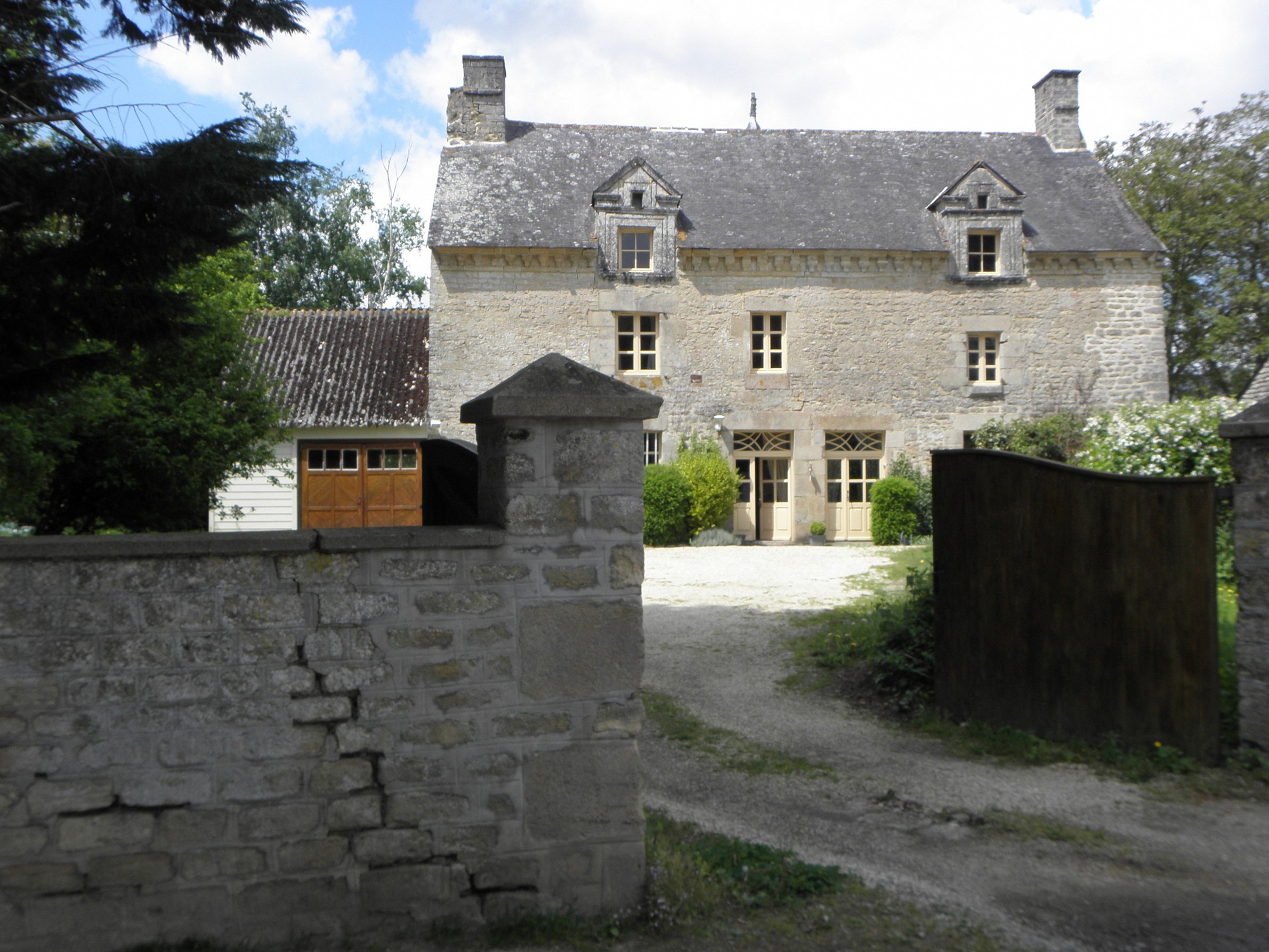
Ein weiteres Haus am Kirchplatz